# Pantano Longarini

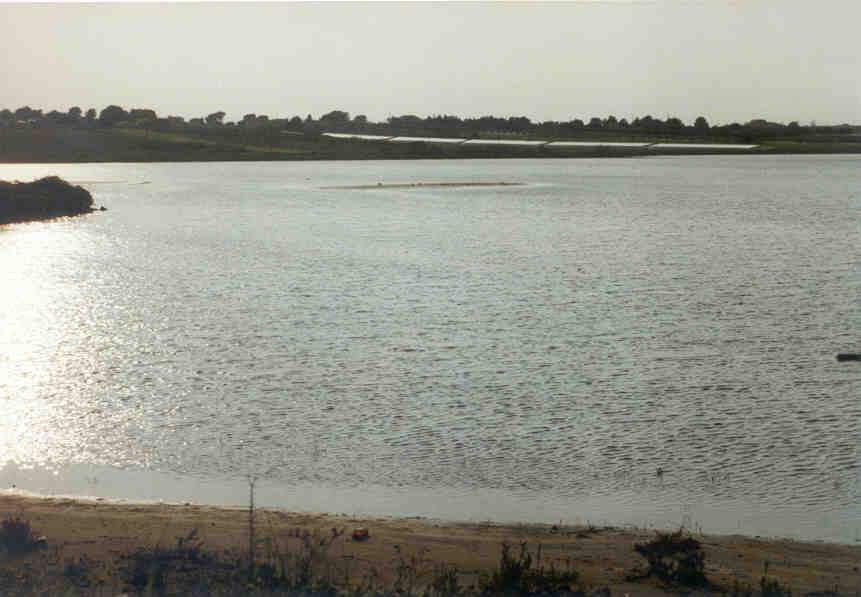
Pantano Longarini

Il pantano Longarini è un'area umida di circa 200 ettari situata in territorio di Ispica a poche centinaia di metri dalla costa. La depressione contiene acqua salata ed è fra le poche superfici lacustri naturali della provincia di Ragusa. Costituisce il più grande di un complesso di pantani che si sviluppano per alcuni chilometri quadrati tra Ispica e Pachino.

## Storia
Sin dai tempi dei Greci e Romani questa zona era usata come porto interno, vista l'impossibilità di creare porti abbastanza riparati lungo la costa, e conosciuta come Porto Ulisse, forse in riferimento al fatto che l'eroe omerico è possibile che sia qui approdato durante il suo errare per il Mar Mediterraneo. 
La dimostrazione di ciò è confermata dal fatto che negli anni sessanta del XX secolo, nel corso di campagne di scavi, furono trovati i resti di una nave bizantina datata del VI secolo, insabbiati a circa 500 metri dalla costa.

## La situazione attuale
La zona, viene utilizzata come sosta, nel periodo delle migrazioni, da diverse specie di uccelli nel corso dei loro spostamenti stagionali dall'Africa al nord Europa e viceversa. Diverse sono le specie che vi si possono trovare e fra queste si ricordano il germano reale, il fenicottero, l'airone cinerino ed altri ancora. Va altresì segnalato che la zona è stata nel tempo deturpata da discariche abusive alimentate dagli abitanti del posto e dagli addetti alla serricoltura, mentre il pantano è stato costellato da pneumatici e rifiuti di ogni genere. Questa zona che é una delle zone umide più importanti del Mediterraneo, è stata però in parte acquistata nel 2016 dall'associazione tedesca  , associazione no profit che si occupa della tutela della biodiversità. Questo ha permesso di poter finalmente tutelare questo luogo e di valorizzarlo. I volontari hanno infatti provveduto a bonificare gran parte della zona e a recintarla e vengono anche organizzate visite guidate. Questo ha contribuito all'incremento della fauna e della flora e a una diminuzione drastica di cacciatori e rifiuti. La Regione Sicilia, al contrario, non è mai stata in grado di istituire e fare rispettare dei seri vincoli ambientali rivolti alla salvaguardia ed al recupero del territorio.